# 건형 (십국)
건형(乾亨, 917년 8월 ~ 925년 12월)은 남한(南漢) 고조(高祖) 유엄(劉龑)의 첫번째 연호이다. 8년 5개월 가량 사용하였다.

## 개원
- 후량(後梁) 정명(貞明) 3년 8월 16일[1](917년 9월 5일)에 월나라 개국 후, 연호를 건형(乾亨)으로 개원함.[2][3][4]

- 건형(乾亨) 9년(925년) 12월에 연호를 백룡(白龍)으로 개원함.[5][3][4]

## 연대 대조표
| 건형       | 원년            | 2년             | 3년             | 4년        | 5년                 | 6년        | 7년             | 8년             | 9년             |
| 서기(西紀) | 917년           | 918년           | 919년           | 920년      | 921년               | 922년      | 923년           | 924년           | 925년           |
| 간지(干支) | 정축(丁丑)      | 무인(戊寅)      | 기묘(己卯)      | 경진(庚辰) | 신사(辛巳)          | 임오(壬午) | 계미(癸未)      | 갑신(甲申)      | 을유(乙酉)      |
| 후량(後梁) | 정명(貞明) 3년  | 4년             | 5년             | 6년        | 7년 용덕(龍德) 원년 | 2년        | 3년             | -               | -               |
| 후당(後唐) | -               | -               | -               | -          | -                   | -          | 동광(同光) 원년 | 2년             | 3년             |
| 전촉(前蜀) | 천한(天漢) 원년 | 광천(光天) 원년 | 건덕(乾德) 원년 | 2년        | 3년                 | 4년        | 5년             | 6년             | 함강(咸康) 원년 |
| 양오(楊吳) | -               | -               | 무의(武義) 원년 | 2년        | 3년 순의(順義) 원년 | 2년        | 3년             | 4년             | 5년             |
| 오월(吳越) | -               | -               | -               | -          | -                   | -          | -               | 보대(寶大) 원년 | 2년             |

## 참고 자료
- 다른 왕조의 같은 연호
  - 요(遼, 거란) 건형(乾亨, 979년 ~ 983년)

- 중국의 연호 목록